# 彭县起义
彭县起义或称成都起义，是1949年第二次国共内战期间，中華民國政府四川地方派系的刘文辉（时任西康省政府主席）、邓锡侯、潘文华三人在四川省彭县策划的兵变。
1949年11月，中国人民解放军第二野战军发起西南战役。12月7日，刘文辉派副官将草拟的“起义”通电电文转交杨家桢，准备正式起义后发往北京。9日，雲南省政府主席盧漢宣布雲南起義。10日，刘文辉、邓锡侯、潘文华三人及部下汇聚彭县龙兴寺。12日（另说11日），刘文辉的电台以刘文辉、邓锡侯、潘文华三人名义发出“起义”通电。为表示不落后于卢汉，日期定为12月9日。其后，驻守四川省的90多万国军中，36万人“起义”，15万人投诚。而彭县起义使解放军迅速完成对成都市的合围。12月27日，解放军在成都会师。30日，中国人民解放军第一野战军司令员贺龙率军进入成都城。

## 通电全文
|                                                  | 北京毛主席、朱总司令并转各野战军司令暨全国人民公鉴： 蒋贼介石盗窃国柄廿载于兹，罪恶昭彰，国人共见。自抗战胜利而还，措施益形乖谬，如破坏政协决议各案，发动空前国内战争，紊乱金融财政，促成国民经济破产，嗾使贪污佥壬横行，贻笑邻邦，降低国际地位，种种罪行，变本加厉，徒见国计民生枯萎，国家元气断绝。而蒋贼怙恶不悛，唯利是图。在士无斗志，人尽离心的今天，尚欲以一隅抗天下，把川、康两省八年抗战所残留的生命财产，作孤注之一掷。我两省民众，岂能忍与终古。文辉、锡侯、文华等于过去数年间，虽未能及时团结军民，配合人民解放战争，然亡羊补牢，古有明训，昨非今是，贤者所谅。兹为适应人民要求，决自即日起率领所属宣布与蒋、李、阎、白反动集团断绝关系，竭诚服从中央人民政府毛主席、朱总司令与中国人民解放军第二野战军刘司令员、邓政治委员之领导，所望川、康全体军政人员，一律尽忠职守，保护社会秩序与公私财产，听候人民解放军与人民政府之接收，并努力配合人民解放军消灭国民党反对派之残余，以期川、康全境早获解放。坦白陈词，敬维垂察。 |
| ——刘文辉、邓锡侯、潘文华叩，一九四九年十二月九日 | |